# فالنتينا شيفتشينكو
فالنتينا أناتوليفنا شيفتشينكو (مواليد 7 مارس 1988) هي مُقاتلة فنون قتالية مختلطة من قيرغيزستان وبيرو ومقاتلة سابقة في رياضة المواي تاي. تُنافس حاليًا في فئة وزن الذبابة للسيدات في يو إف سي، حيث كانت بطلة وزن الذبابة السابقة للسيدات في يو إف سي. اعتبارًا من 7 مارس 2023، احتلت المرتبة الأولى في تصنيفات وزن الذبابة للسيدات، واعتبارًا من 22 أغسطس 2023، احتلت المرتبة الثالثة في تصنيف يو إف سي لأفضل المقاتلات في جميع الأوزان.

## حياتها المبكرة والشخصية
وُلدت في مدينة بيشكيك في قرقيزستان في 7 آذار/ مارس عام 1988، بدأت باهتمامها بالرياضات القتالية في سنٍ الطفولة، كان أول فن بدأت تعلكه التايكواندو في سن الخامسة، متأثرةً بوالدتها التي كانت ممارسة لها، وكذلك شقيقتها الكبرى أنتونيا، ثم في سن الثانية عشر مارست الكيك بوكسينغ.

## الملاكمة التايلاندية والكيك بوكسينغ
بدأت مسيرتها الرياضية بالكيك بوكسينغ في قيرقيزستان عندما كانت في سن الثانية عشر، وتغلبت على منافسٍ لها يبلغ من العمر 22 عامًا، وحصلت على لقب الرصاصة من مدربها بافل فيدوتوف، بسبب سرعتها الكبيرة في الحلبة.
عاشت فالنتينا وأختها أنتونيا مع عائلتهما في منتجع سوتشي بروسيا على البحر الأسود، وكان الكثير من الوقت تقضيه في تدريب الكيك بوكسينغ في تايلاند. وشاركت مع الجمعية التايلاندية لهواة الملاكمة في تايلاند وكوريا والصين وفرنسا وإيطاليا واليونان وهولندا.
قامت مع شقيقتها بزيارة البيرو بعد فوزها بكأس العالم في الملاكمة التايلاندية عام 2007 حيث ذهبت أصلاً مع المدرب فيدوتوف لتعليم صفوف الكيك بوكسينغ، ولكن فالنتينا وقعت بحب هذا البلد وقررت العيش فيه وأن تصبح مواطنةً منه.

### مشاركات وإنتصارات
خاضت فالينتينا أكثر من 500 مباراة في أنماط القتال المختلفة، وفازت ببطولة اتحاد موياي تاي العالمي لعام 2006 وحصلت على الميدالية الذهبية في بطولة IFMA عدة مرات. كما حصلت على لقب بطلة العالم مرتين لأعوام 2003 و 2006.
هزمت النجمة ألفيا إيشيرغاكوفا الروسية في الدوري نصف النهائي وإيلمجدي إيشا من المغرب في المباراة النهائية في بطولة IFMA العالمية للملاكمة التايلاندية في مدينة طشقند في أوزباكستان، في أيلول/ سبتمبر 2011 .
تتالت انتصاراتها ونجاحاتها حتى جاءت هزيمتها الأولى والوحيدة في الكيك بوكسينغ على يد وانغ كونغ أو المعروف أيضًا بكونغ وانغ عام 2015.
عام 2014 انضمت إلى بطولة MMA بالكيك بوكسينغ، وفي شباط/ فبراير 2015 واجهت جان فيني في بطولة القتال القديم FC الدورة 39، وفازت بالمباراة بقرار بالإجماع. انضمت فالينتينا إلى بطولة UFC كحل بديل ومؤقت على بطولة Germaine de Randamie حيث واجهت سارة كوفمان في UFC و فازت بالمواجهة بقرار أغلبية ولم يكن إجماع. في معركتها التالية للترقية، واجهت أماندا نونيس في 5 آذار/ مارس 2016 في بطولة UFC 107، وعلى الرغم من أدائها الرائع والقوي في الجولة الثالثة، إلا أنها عانت من البطء في الجولتين الأولى والثانية، مما أعطى الجولتين لنونيس، وخسرت المواجهة بقرار بالإجماع. واجهت فالنتينا في معركتها الثالثة من أجل الترقية بطلة الهولي هولم، وبعد أن خسرت الجولة الأولى، عادت بقوة لكسب الجولتين الأخيرتين وكسب المواجهة بقرار بالإجماع.
واجهت أيضًا جوليانا بينيا في 28 كانون الثاني/ يناير 2017، وفازت بالمواجهة من الجولة الثانية.
في بطولة UFC للوزن الخفيف، كان من المتوقع أن تتغير البطلة الحالية أماندا نونيس، ففي 8 تموز /يوليو 2017 تحددت المواجهة بين فالنتينا والبطلة الحالية، ولكن في المواجهة سقطت نونيس وتم سحبها من الحلبة، وتم إيقاف المواجهة. عرضت جوانا جودرزجزيك لتحل مكان نونيس، لكن اللجنة الرياضية رفضت.
أُعيد تحديد موعد المباراة في 9 أيلول/ سبتمبر 2017 في أدمونتون، ألبرتا. بعد قتالٍ عنيف، ذهاب وإياب، وأداء متقارب، خسرت فالينتينا المواجهة عن طريق قرار أغلبية لم يكن بالإجماع.
في مؤتمر صحفي بعد المواجهة، أعربت فالينتينا عن عدم موافقتها على قرار اللجنة ولكنها تحترم النتيجة.
في أيلول 2017 أعلنت فالينتينا عن خططٍ للانضمام إلى قسم الوزن الثقيل 125 رطل.
ومن أهم البطولات التي أحرزتها فالنتينا، كانت بطولة دوي كأس العالم الملكية للأعوام 2003 و2006 و2007 و2008 و2009 و2010 و2014 و2015 . والميدالية الذهبية في المنافسة العالمية لألعاب الموي تاي عام 2013.

## سجل فنون القتال المختلطة
| السجل المهني |        |         |
| 28 نزال      | 23 فوز | 4 خسارة |
| ضربة قاضية   | 8      | 1       |
| إخضاع        | 7      | 1       |
| قرار القضاة  | 8      | 2       |
| تعادل        | 1      | 1       |

## الملاحظات
1. ↑  (الروسية: Валентина Анатольевна Шевченко)؛[3][4]

## وصلات خارجية
- فالنتينا شيفتشينكو على موقع بوكس ريك (الإنجليزية) (registration required)
- فالنتينا شيفتشينكو على موقع يو إف سي (الإنجليزية)
- فالنتينا شيفتشينكو على موقع شيردوغ (الإنجليزية)
- فالنتينا شيفتشينكو على موقع Tapology.com (الإنجليزية)
- فالنتينا شيفتشينكو على موقع فايت ماتريكس (الإنجليزية)
- فالنتينا شيفتشينكو على موقع إي إس بي إن (الإنجليزية)
- فالنتينا شيفتشينكو على موقع IMDb (الإنجليزية)
- فالنتينا شيفتشينكو على موقع قاعدة بيانات الفيلم (الإنجليزية)